# Gabriel Anton
Gabriel Anton, född 28 augusti 1858, död 1933, var en österrikisk neurolog.
Han studerade i Prag och Wien, var därefter läkare vid sjukhus i Dobranz och Prag fram till 1887 då han reste till Wien för att arbeta med Theodor Hermann Meynert. År 1891 utnämndes han till extra ordinarie professor i psykiatri i Innsbruck och tre år senare blev han ordinarie professor i samma disciplin i Graz. Åren 1905-26 var han professor i Halle an der Saale som efterträdare till Carl Wernicke.
Anton gav (tillsammans med Joseph Babinski) namn åt Anton-Babinskis syndrom.